# Jaime de Mendonça Campos
Jaime Mendonça de Campos (São Gonçalo, 26 de maio de 1935 — 19 de outubro de 1992) foi um advogado e político fluminense, filho de José de Sousa Campos e de Olímpia Cândida de Mendonça. Era casado com Adelice da Costa Campos, com quem teve três filhas. Foi prefeito de São Gonçalo por duas vezes e foi uma grande liderança depois de lavoura.

## História
Formado em direito pela Universidade Federal do Rio de Janeiro, ingressou na política em 1963, sendo eleito vereador em São Gonçalo na legenda do Partido Social Progressista (PSP). Com a instituição do bipartidarismo pelo Ato Institucional nº 2 (AI-2) em 27 de outubro de 1965, Jaime Campos filiou-se ao Movimento Democrático Brasileiro (MDB), agremiação de oposição ao regime militar instalado no país em abril de 1964, sendo eleito deputado estadual pelo Rio de Janeiro em 1966. Ainda nesse ano e nos dois subsequentes, realizou diversos cursos na área de direito, quase todos na Universidade Federal Fluminense (UFF).
Nos pleitos de novembro de 1970 e 1974 reelegeu-se deputado estadual na legenda do MDB. Em 1975 foi presidente da mesa da Assembléia Legislativa. No ano seguinte, conseguiu sua eleição para a prefeitura de São Gonçalo, exercendo o mandato entre 1977 e 1983. Nesse período, participou do seminário sobre administração municipal e desenvolvimento social realizado em Berlim.
Com a extinção do MDB e da Aliança Renovadora Nacional (Arena) em 29 de novembro de 1979 e a conseqüente reformulação partidária, transferiu-se em 1980 para o Partido do Movimento Democrático Brasileiro (PMDB), herdeiro político do MDB, no qual permaneceu até 1985. Nesse ano filiou-se ao Partido Democrático Trabalhista (PDT), liderado por Leonel Brizola, então governador do estado do Rio de Janeiro. Candidatou-se a deputado federal constituinte em novembro de 1986 obtendo, contudo, apenas uma suplência.
Com o licenciamento de Juarez Antunes para ocupar a prefeitura de Volta Redonda, Jaime Campos assumiu, em 3 de janeiro de 1989, uma cadeira na Câmara dos Deputados. Nesse mesmo ano desligou-se do PDT e filiou-se ao Partido da Juventude (PJ), agremiação que deu origem ao Partido da Reconstrução Nacional (PRN). Em outubro de 1990, disputou mais um mandato mas não conseguiu sua eleição. Deixou a Câmara dos Deputados em janeiro de 1991, ao final da legislatura.
Morreu em 19 de outubro de 1992, vítima de um acidente vascular encefálico hemorrágico após ficar cinco dias internado devido a uma crise hipertensiva durante uma reunião partidária.